# Дзёль (сельское поселение)
Дзёль — упразднённые административно-территориальная единица (административная территория село с подчинённой ему территорией) и муниципальное образование (сельское поселение с полным официальным наименованием муниципальное образование сельского поселения «Дзёль») в составе муниципального района Усть-Куломского в Республике Коми Российской Федерации.
Административный центр — село Дзёль.

## История
Статус и границы административной территории установлены Законом Республики Коми от 6 марта 2006 года № 13-РЗ «Об административно-территориальном устройстве Республики Коми».
Статус и границы сельского поселения установлены Законом Республики Коми от 5 марта 2005 года № 11-РЗ «О территориальной организации местного самоуправления в Республике Коми».
Законом Республики Коми от 29 марта 2019 года N 22-РЗ сельское поселение Дзёль было упразднено в пользу сельского поселения Зимстан.

## Население
| 2010 | 2011 | 2012 | 2013 | 2014 | 2015 | 2016 |
| ---- | ---- | ---- | ---- | ---- | ---- | ---- |
| 207  | ↘206 | ↘203 | ↘190 | ↘173 | ↘168 | ↘160 |
| 2017 | 2018 | 2019 |      |      |      |      |
| ↗161 | ↘145 | ↘133 |      |      |      |      |

## Состав
Состав административной территории и сельского поселения:
| № | Населённый пункт | Тип населённого пункта       | Население |
| - | ---------------- | ---------------------------- | --------- |
| 1 | Габово           | деревня                      | 23        |
| 2 | Дзёль            | село, административный центр | 184       |